# پویهوان (آنکاش)
پویهوان (به اسپانیایی: Puyhuan) یک کوه در پرو است که در Chavín de Huantar District واقع شده‌است. پویهوان ۴٬۹۸۰ متر بالاتر از سطح دریا واقع شده‌است.